# Alsópetény
Alsópetény é um município da Hungria, situado no condado de Nógrád. Tem 19,68 km² de área e sua população em 2015 foi estimada em 550 habitantes.